# マーキュリー・LN7
LN7は、フォードが製造、マーキュリーブランドで販売していたコンパクトスポーツカーである。フォード・EXPの姉妹車。

## 概要
- 1982年に投入されたコンパクトスポーツカー。
- ボディ・エンジンはフォード・エスコートを流用、1982年中盤にはエンジンをパワーアップ。
- 1983年にベースグレードに加え「スポーツ」と「グランスポーツ」を追加。
- フォード・EXPは1988年まで生産していたが、LN7はマーキュリーブランドに合わず約2年で生産中止した。